# 大澤和宏
大澤 和宏（おおさわ かずひろ、- ）は、日本の実業家。名古屋テレビ塔株式会社代表取締役社長。

## 来歴・人物
愛知県名古屋市出身。名城大学理工学部電気工学科卒業。1958年（昭和33年）日本放送協会（ＮＨＫ）名古屋放送局入局。技術関係を歩み、副局長を最後に1997年定年退職。ＮＨＫアイテック名古屋支社長を経て、2003年から現職。全日本タワー協議会副会長、久屋大通発展会会長。